# Hệ thống đánh giá Elo
Hệ thống đánh giá Elo là một phương pháp để tính toán một cách tương đối trình độ của người chơi trong các trò chơi có tổng bằng không (tiếng Anh: zero-sum game) như cờ vua. Elo thường được viết dưới dạng chữ in hoa ELO, nhưng không phải là một chữ viết tắt. Đây là tên của người sáng lập Élő Árpád Imre, giáo sư vật lý người Mỹ gốc Hungary.
Hệ thống Elo ban đầu được tạo ra như một hệ thống đánh giá cờ vua được cải tiến từ hệ thống Harkness (Harkness system), một hệ thống xếp hạng cờ vua được sử dụng trước đó, nhưng cũng được sử dụng làm hệ thống xếp hạng cho những cuộc cạnh tranh nhiều người: trong một số video games (trò chơi điện tử), bóng đá, bóng bầu dục Mỹ (bóng đá Mỹ), bóng rổ, bóng chày MLB (Major League Baseball), bóng bàn, Scrabble, các trò chơi cờ bàn (board games) như ma sói và nhiều trò khác.
Sự khác biệt trong xếp hạng giữa hai người chơi đóng vai trò dự đoán kết quả của một trận đấu. Hai người chơi có xếp hạng ngang nhau nếu đối đầu nhau thì được dự đoán sẽ có số trận thắng bằng nhau. Một người chơi có xếp hạng 100 điểm cao hơn so với đối thủ của họ thì dự kiến sẽ đạt 64% tỉ lệ thắng; nếu chênh lệch là 200 điểm thì điểm số dự kiến cho người chơi mạnh hơn là 76% tỉ lệ thắng.
Hệ số xếp hạng Elo của một người chơi được đại diện bởi một con số tăng hoặc giảm tùy theo kết quả của các trận đấu giữa những người chơi được đánh giá. Sau mỗi trận đấu, người chơi chiến thắng sẽ lấy đi điểm từ người chơi thua cuộc. Sự khác biệt giữa các hệ số giữa người thắng và thua quyết định tổng điểm nhận được hay mất đi sau mỗi trận đấu. Trong một loạt trận giữa một người chơi được đánh giá cao và người chơi được đánh giá thấp, người chơi được đánh giá cao được dự đoán sẽ thắng nhiều hơn. Tuy nhiên, nếu người chơi được đánh giá thấp thắng một cách bất ngờ, rất nhiều điểm sẽ được chuyển đổi. Người chơi được đánh giá thấp cũng sẽ nhận được điểm trong trường hợp hòa với người chơi được đánh giá cao. Điều này có nghĩa là hệ thống xếp hạng Elo là hệ thống tự chỉnh sửa. Một người chơi có xếp hạng quá thấp nên về lâu dài làm tốt hơn hệ thống xếp hạng dự đoán và từ đó đạt được nhiều điểm xếp hạng cho đến khi hệ thống xếp hạng phản ánh thực lực đúng của họ. 
Hiện nay, hệ số Elo quốc tế trong môn cờ vua được FIDE công nhận, thông qua thang điểm được định nghĩa trong Luật FIDE (FIDE handbook). Ngoài ra một số quốc gia tự đưa ra hệ thống tính điểm riêng để áp dụng trong nước.

## Xếp hạng
- Một người mới biết chơi có trình độ 1000 Elo khi người đó nắm được luật.
- Khoảng 1200 Elo là các người chơi không thường xuyên.
- 1600 Elo ứng với người có trình độ trung bình trong một câu lạc bộ.
- 1800 Elo ứng với người có trình độ khá trong một câu lạc bộ.
- 2000 Elo ứng với người có trình độ cao trong một câu lạc bộ.
- 2200 Elo trở lên ứng với trình độ kiện tướng (Master).
- 2400 Elo trở lên ứng với trình độ kiện tướng quốc tế (International Master).
- 2600 Elo trở lên ứng với trình độ đại kiện tướng (Grand Master).

Trong lịch sử của FIDE, tính đến tháng 10 năm 2015, đã có 100 kỳ thủ từng đạt được Elo trên 2700. Họ được đặt một danh hiệu không chính thức là "Siêu đại kiện tướng". Người giữ kỉ lục cao nhất về Elo từng đạt được là Magnus Carlsen (2882).

## Phương pháp tính Elo
Phương pháp tính điểm Elo được phát minh bởi tiến sĩ Arpad Elo, một nhà vật lý học người Mỹ gốc Hungary.
Ngày nay phương pháp Elo không những được dùng trong bộ môn cờ vua mà cả trong các bộ môn khác như cờ tướng và cờ vây.
Công thức toán học của phương pháp Elo & cách áp dụng chung cho toàn game cờ
Giả thiết, bàn cờ 2 đối thủ A & B thi đấu với nhau, trong đó:
- Kỳ thủ A có điểm số Elo: Ra
- Kỳ thủ B có điểm số Elo: Rb
Công thức áp dụng tính điểm:
- Công thức (1) – tính cho người chơi A: Ea=Qa/(Qa+Qb)
```
 
 
```

- Công thức (2) – tính cho người chơi B: Eb=Qb/(Qa+Qb)
trong đó:
- Qa=10^(Ra/400)
- Qb= 10^(Rb/400)
Chú ý: Ea + Eb = 1
Điểm trận đấu của kỳ thủ:
Khi hết ván
+ Thắng: được 1 điểm
+ Hòa: được 0.5 điểm
+ Thua: được 0 điểm
Công thức điều chỉnh Elo được tính lại sau khi kết thúc mỗi ván đấu, như sau:
Người A: Ra’ = Ra + K(Aa – Ea)
Người B: Rb’ = Rb + K(Ab – Eb)
Trong đó Aa và Ab lần lượt là điểm trận đấu của hai kỳ thủ và K là một hệ số có tác dụng kiểm soát hiện tượng lạm phát và giảm phát.
- Hệ số K
+ K = 25 dành cho kỳ thủ mới có cường số dưới 1600
+ K = 20 dành cho kỳ thủ mới có cường số dưới 2000
+ K = 15 dành cho kỳ thủ có cường số dưới 2400.
+ K = 10 dành cho kỳ thủ có cường số trên 2400
Ví dụ
Giả sử số điểm của kỳ thủ A là 1613, của kỳ thủ B là 1609.
Áp dụng công thức (1) và (2), có:
- Ea = 0.506
- Eb = 0.494.
- Giả sử cả hai người đều có hệ số K là 20 và kỳ thủ A bị thua kỳ thủ B.
Điểm trận đấu của A là 0 còn của B là 1.
Số điểm mới của hai người sẽ là:
- Ra’ = 1613 + 20(0 – 0.506) = 1603
- Rb’ = 1609 + 20(1 – 0.494) = 1619

## Một số gương mặt tiêu biểu
Trong bảng xếp hạng Elo của các kì thủ, có tất cả 13 kì thủ đã từng đạt Elo cao hơn 2800. Mức Elo đỉnh cao cá nhân của họ là:
- Magnus Carlsen (2882, tháng 5 năm 2014)
- Garry Kasparov (2851, tháng 1 năm 2000)
- Fabiano Caruana (2844, tháng 10 năm 2014)
- Levon Aronian (2830, tháng 3 năm 2014)
- Wesley So (2822, tháng 2 năm 2017)
- Shakhriyar Mamedyarov (2820, tháng 9 năm 2018)
- Maxime Vachier-Lagrave (2819, tháng 8 năm 2016)
- Vladimir Kramnik (2817, tháng 10 năm 2016)
- Viswanathan Anand (2817, tháng 3 năm 2011)
- Đinh Lập Nhân hay Liren Ding (2816, tháng 11 năm 2018)
- Veselin Topalov (2816, tháng 7 năm 2015)
- Hikaru Nakamura (2816, tháng 10 năm 2015)
- Alexander Grischuk (2810, tháng 12 năm 2014)

Bảng xếp hạng tháng 9 năm 2015 lần đầu tiên trong lịch sử có đến 5 kỳ thủ trong bảng xếp hạng có mức Elo vượt 2800.

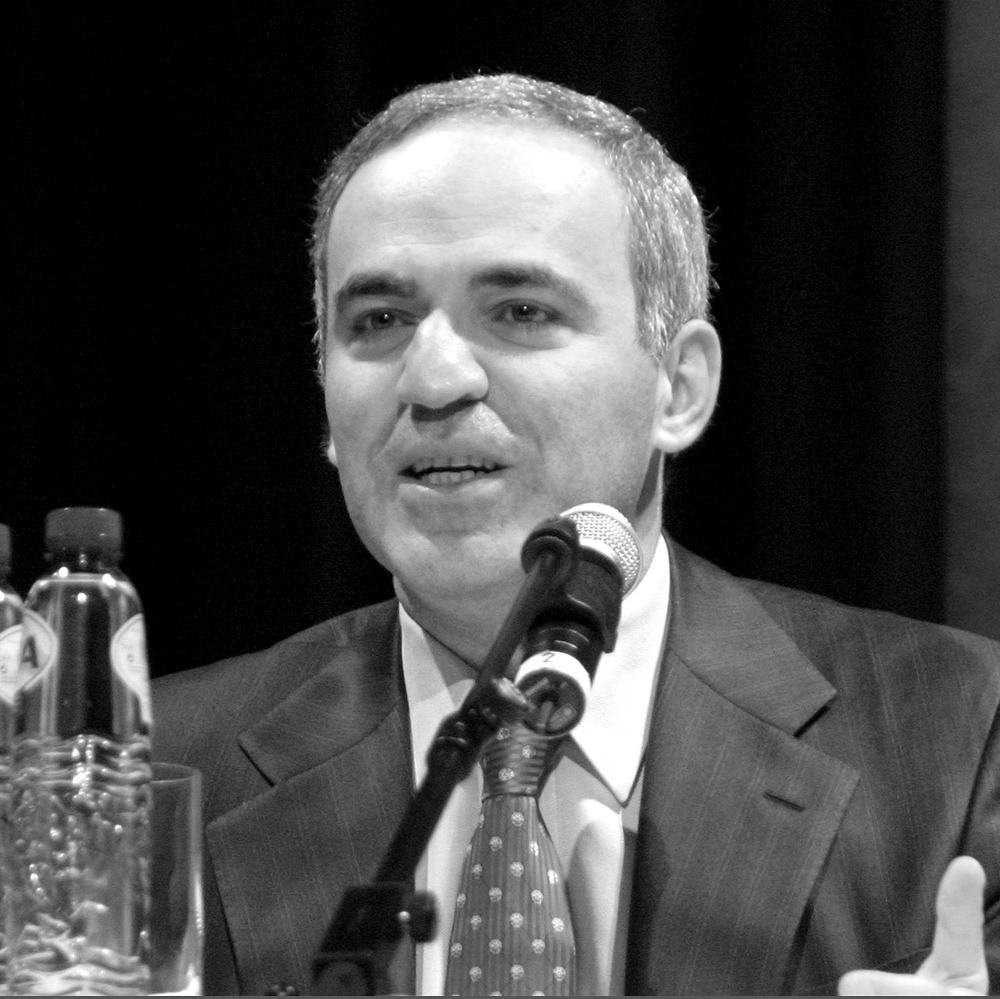
Garry Kasparov năm 2007
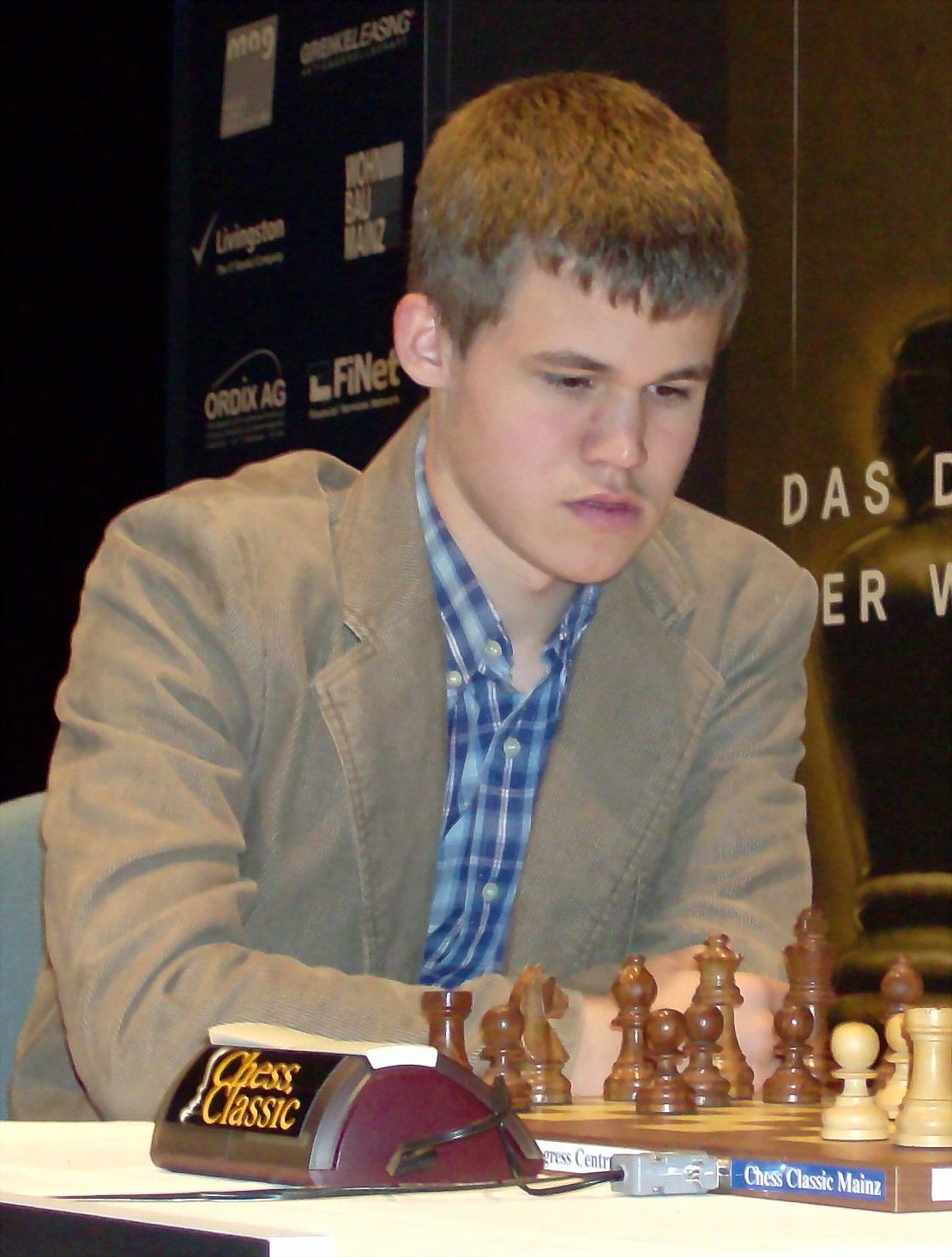
Magnus Carlsen tại giải Chess Classic Mainz 2008
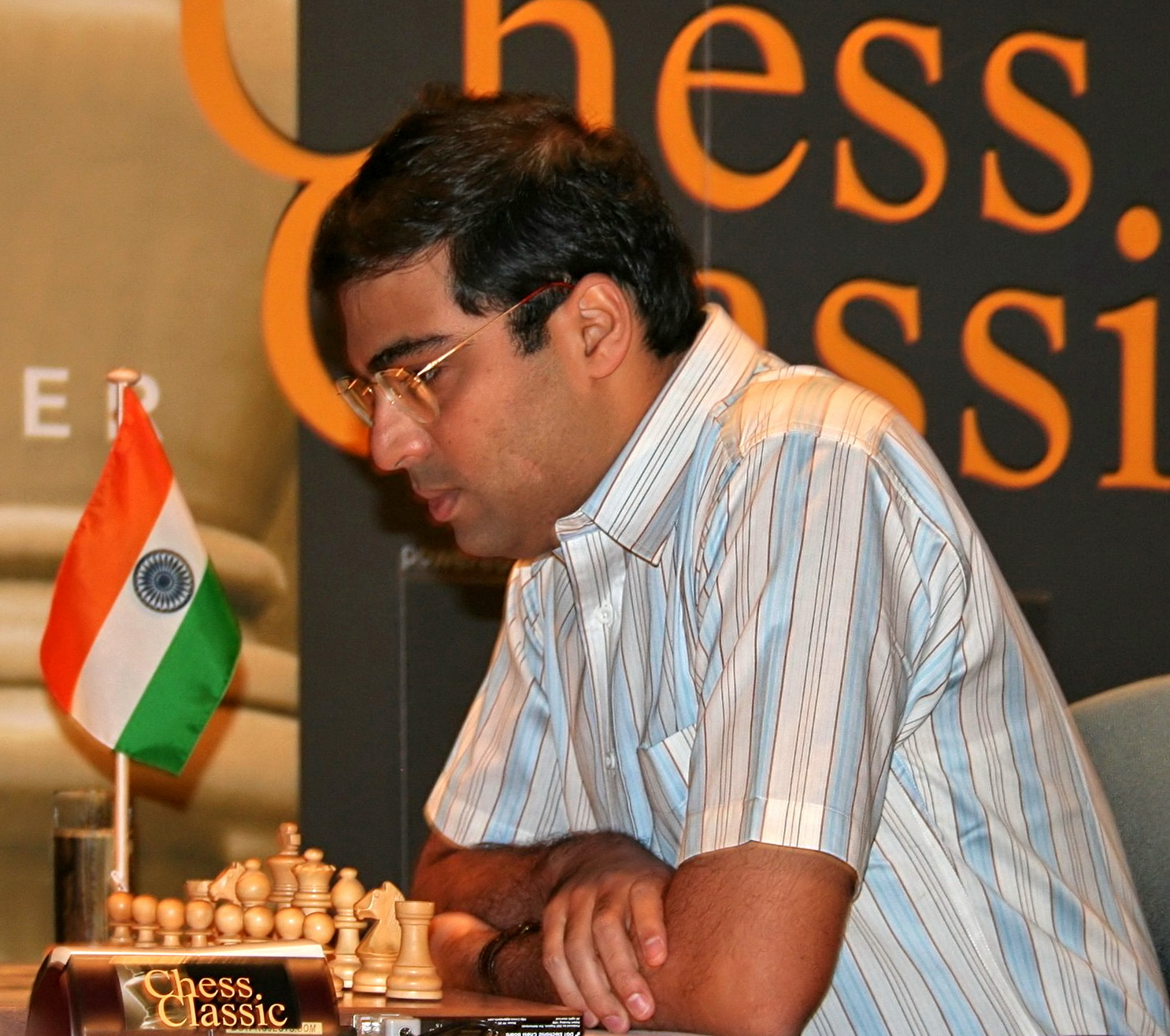
Viswanathan Anand 2005
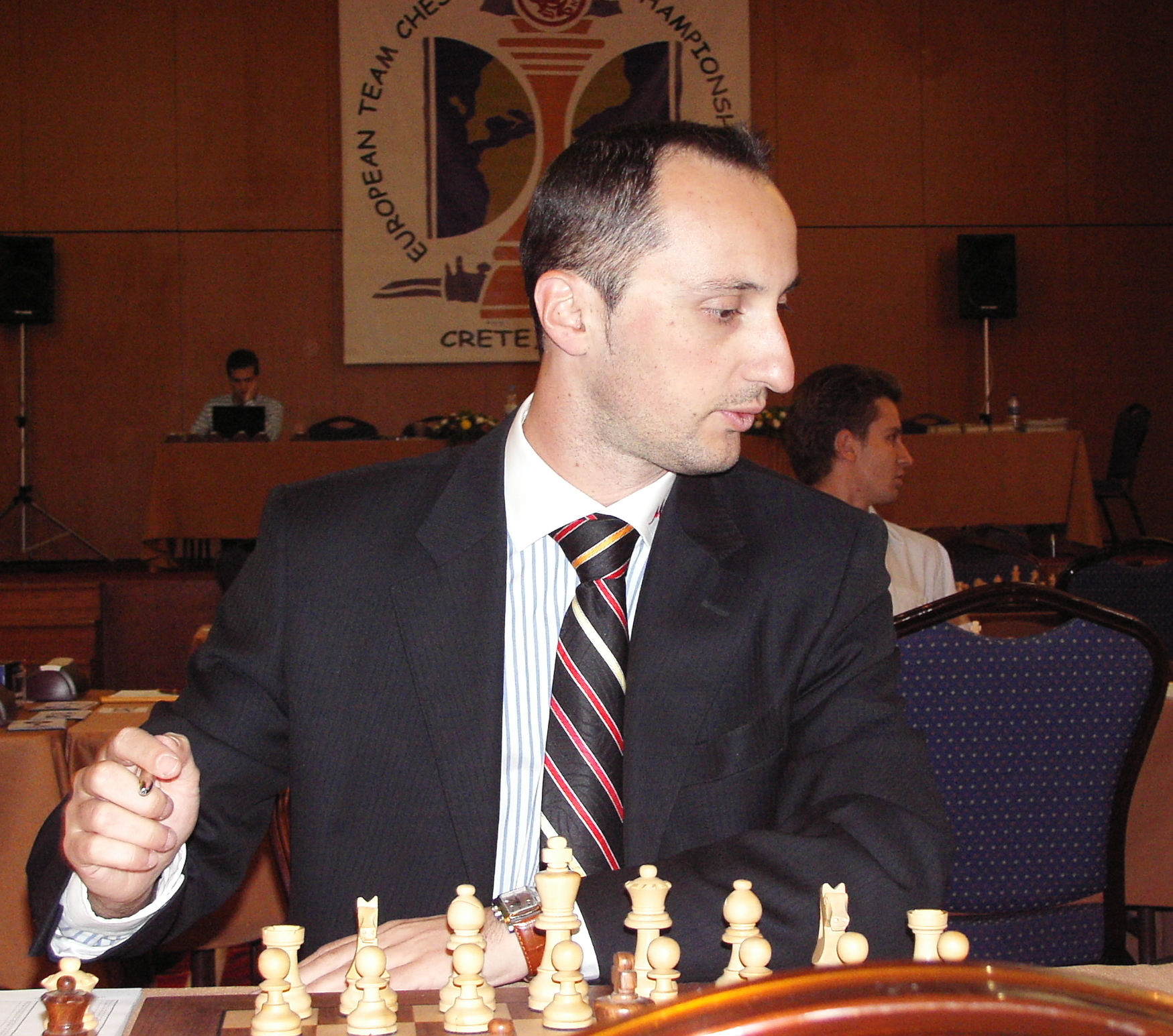
Veselin Topalov 2007
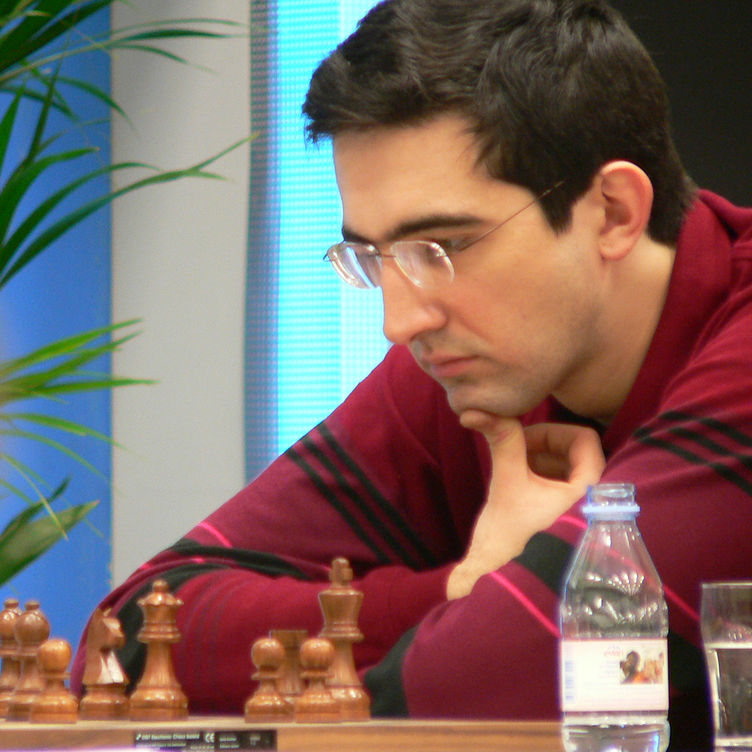
Vladimir Kramnik tại Giải cờ vua Corus năm 2005